# Verband der türkischen Kulturvereine in Europa
Der Verband der türkischen Kulturvereine in Europa (türkisch Avrupa Türk Kültür Dernekleri Birliği, Kurzform Avrupa Türk Birliği, ATB) ist die Europaorganisation der Büyük Birlik Partisi (BBP), einer islamistischen und rechtsextremen politischen Partei in der Türkei. Die in Deutschland beheimatete Organisation ist gemäß Selbstdarstellung als Dachverband konzipiert.

## Geschichte
Die Anfänge des ATB reichen in das Jahr 1994 zurück. Zwei Jahre nachdem in der Türkei Muhsin Yazıcıoğlu mit mehreren Gleichgesinnten aus der MHP ausgetreten war und die BBP gründete, spaltete sich auch die Tochterorganisation in Europa. Im Jahre 1994 wurde in Deutschland der Dachverband Avrupa Nizam-ı Alem Federasyonu („Föderation der Weltordnung in Europa“, ANF) gegründet. Im Jahre 2002 erfolgte die Umbenennung auf die heutige Bezeichnung.
Der ATB ist islamistisch und nationalistisch ausgerichtet. In einer Erklärung vom 25. August 2006 distanzierte er sich jedoch zusammen mit einer Reihe weiterer muslimischer Verbände ausdrücklich von „Terror und Gewalt“ im Namen des Islam. In den Veröffentlichungen der Verfassungsschutzämter und in Publikationen wird die Organisation unter ihrer früheren Bezeichnung behandelt.
Am 4. Juni 2007 wurde der Vorsitzende des Ortsverbandes von Mülhausen (Elsass), Osman Gürkan, auf offener Straße erschossen.

## Organisation und Aktivitäten
Sitz des Verbandes ist Ludwigshafen am Rhein. Der gegenwärtige Vorsitzende heißt Erol Yazıcıoğlu. Die ATB-Homepage listet in Deutschland zurzeit Mitgliedsvereine in Duisburg, Eislingen, Hamburg, Köln, Stuttgart, Berlin und Gelsenkirchen auf. Insgesamt gehören dem Verband 20 Mitgliedsvereine in Deutschland an. Zehn weitere Mitgliedsvereine existieren in Belgien, Österreich, Dänemark, Frankreich der Schweiz und in den Niederlanden. Der ATB bietet Dienstleistungen wie die Rückführung Verstorbener an, organisiert die jährliche Haddsch und betreibt eine eigene Website.

## Auszeichnungen und Preise
Der Verband verleiht jährlich eine Reihe von Preisen: den Necip-Fazıl-Kısakürek-Preis, ferner Preise für die Bereiche Kunst, Sport, Rechtspflege und Unternehmertum und Preise für besondere Verdienste. Der Geograph Franz Schaffer war Ende 2005 der erste Deutsche, der den Preis für besondere Verdienste erhielt.

## Selbstbild
Der ATB betrachtet sich als Dienstleister für die Türken in Europa. In Achtung und Respekt vor der Rechtsordnung des jeweiligen Gastlandes möchte der Verband dazu beitragen, die traditionelle Lebensweise und Glaubensgrundsätze der Türken zu wahren. Der ATB beschreibt seine Identität in einer Selbstdarstellung als national und islamisch. Er strebt danach, dass „heilige Werte“ wie Fahne, Vaterland und Religion von allen sozialen Schichten der Gesellschaft übernommen werden.

## Ideologie
Im Folgenden wird die Haltung der Organisation zu ausgewählten Themenbereichen dargestellt.

### Islamverständnis und Nationalismus
Das Landesamt für Verfassungsschutz Hessen rechnet neben der Föderation der Türkisch-Demokratischen Idealistenvereine in Deutschland (ADÜTDF) und der Union der Türkisch-Islamischen Kulturvereine in Europa e. V. (ATIB) insbesondere auch den ATB dem türkischen Nationalismus der Grauen Wölfe zu, in deren Vereine die Ideologie der Grauen Wölfe gepflegt und vermittelt wird.
Die beiden Wesensmerkmale der Ideologie des ATB sind ein traditionelles und rigides Verständnis des Islam und der türkische Nationalismus. Der Islam wird dabei als Hauptbestandteil des nationalen Selbstverständnisses empfunden. Ursula Spuler-Stegemann bezeichnet die Organisation als streng religiös. Hakkı Öznur, stellvertretender Vorsitzender der Mutterpartei BBP, stellt dazu auf der Homepage des ATB fest:

„Unser Weg ist der Weg Gottes, unser Weg ist der Weg des Korans, unser Weg ist der Weg des [nationalen] Ideals.“

Der Koran wird nicht als bloßes Offenbarungsbuch verstanden, sondern wird in den Rang einer Verfassung erhoben. Die Geschichte der Menschheit wird als Kampf zwischen Gut und Böse aufgefasst, als Kampf zwischen dem Wahren (Hak) und dem Nichtigen (Batıl), zwischen Gott (Allah) und Teufel (Şeytan) oder als Kampf zwischen der „Nation des Islam“ (Millet-i İslamiye) und der „Nation des Unglaubens“ (Millet-i Küfriye).
Die Website des ATB enthielt ferner eine „Enzyklopädie der islamischen Jurisprudenz“ (İslam Fıkıh Ansiklopedisi) Einige Beispiele:

„Die Strafe für Ehebruch lautet für verheiratete Männer und Frauen auf Steinigung, für unverheiratete auf 100 Stockschläge.“

„Wenn er auf Abkehr [vom Islam] besteht und nicht Buße tut, wird er zum Tode verurteilt.“

Entsprechend dem muslimischen Selbstverständnis wird Rassismus jeder Art abgelehnt. Der ATB begreift die Türken als große Nation, die ihrerseits Teil der islamischen Umma ist.

### Laizismus und westliche Ordnung
Den Laizismus, wie er in der Türkei gehandhabt wird, lehnt der ATB ab. Laizismus ist seiner Auffassung gemäß nicht mit Religionslosigkeit (dinsizlik) gleichzusetzen, sondern bedeutet staatliche Neutralität bei religiösen Angelegenheiten. Der ATB lehnt die westlich-europäische Ordnung ab. Diese basiert nach Lesart der Organisation auf Gewalt:

„Was die Europäer mit Ordnung meinen, ist Gewalt. Ihr Recht und Gesetz basieren auf Gewalt. Mit Gewalt meint der Westen Grausamkeit.“

Funktionäre des ATB fordern Mitglieder und insbesondere die Jugendlichen dazu auf, die Gesetze und mögliche religiöse Empfindlichkeiten des jeweiligen Gastlandes zu beachten. Auch die Demokratie und das Primat des Rechts werden in den Beiträgen auf der Homepage befürwortet. Recht und Gesetz lassen sich dem ATB zufolge mit dem islamischen Recht vereinbaren.

### Feindbilder
Als Feindbilder des ATB fungieren:
- Amerika („der große Satan“) und Europa („der kreuzfahrerische Westen“)[29]
- Satanisten (şeytaniler), die die Medien beherrschten und auch dafür verantwortlich seien, dass die USA in den Irak einmarschiert sind.[20]
- Israel, dessen Ende herbeigesehnt wird.[30]
- Freimaurer[31]
- Zionisten und Dönme, die in der Türkei häufig Ziel von Antisemiten sind[32]

### Haltung zu den Kurden
Den Kurden wird jedes kulturelle Existenzrecht abgesprochen. Nach Auffassung des ATB beinhaltet der Terminus „Kurde“ weder eine Rasse noch eine Nation. Das Wort „Kurde“ bedeute vielmehr „Schneehaufen“ oder „Lawine“. Dementsprechend existiere auch keine kurdische Sprache. Die Kurden seien das Ergebnis einer Vermischung türkischer Stämme und somit Türken.

### Haltung zu Tschetschenien
Besondere Verbundenheit empfindet der ATB zu dem ebenfalls muslimischen Volk der Tschetschenen. Anlässlich des Todes des früheren Untergrundkämpfers und Rebellenführers Bassajew lobte der stellvertretende Vorsitzende des Verbandes, Zafer Güler, ihn als großen Helden und erklärte, der Kampf der Tschetschenen sei auch der ihre. Die Tschetschenen setzten mit ihrem makellos reinen Glauben, dass es keinen Gott außer Gott gebe, die Tradition des Kampfes fort. Mit Abscheu sprach er von Russland als „reaktionäre, faschistische, kommunistische, terroristische und imperialistische Zentren“.

### Allgemein
- Andreas Goldberg, Dirk Halm und Faruk Şen: Die deutschen Türken. Münster 2004
- Ina Wunn: Muslimische Gruppierungen in Deutschland. Stuttgart 2007
- Ursula Spuler-Stegemann: Muslime in Deutschland. Freiburg 2002
- Kemal Bozay: „…ich bin stolz, Türke zu sein!“, Ethnisierung gesellschaftlicher Konflikte im Zeichen der Globalisierung. Schwalbach 2005 (Rezension)
- Thomas Lemmen: Islamische Vereine und Verbände in Deutschland. Bonn 2000